# Erick Cabaco
Erick Cathriel Cabaco Almada (ur. 19 kwietnia 1995 w Montevideo) – urugwajski piłkarz występujący na pozycji obrońcy w Estoril.